# Camille Fontallard
Camille Fontallard, né Armand Joseph Camille Gérard à Paris (ancien 5e arrondissement) le 1er août 1810 et mort à Saint-Maurice le 18 mai 1855, est un peintre français.